# Jeanne Richomme
Jeanne Richomme Raunay (París, 1869 - ?, 1942) fou una mezzosoprano francesa, filla del pintor Richomme i germana de l'actor Dumeny (pseudònim de Richomme).
El 1888 es presentà per primera vegada en el teatre de l'Òpera de París en el rol d’Uta del Sigurd. El 1889 va contraure matrimoni amb el metge Albert Filleau, i per aquest motiu deixà l'escena, però en enviudar el 1896 tornà a presentar-se en els escenaris, acceptant primer un contracte en el Teatre de la Moneda de Brussel·les; allà cantà, entre altres òperes Guillem Tell i Faust, a més, creà el paper de Guillem del Fervaal de Vincent d'Indy, passant després al teatre parisenc de l'Opéra-Comique el 1898.
En els concerts Colonne, Lamoureux i altres recollí molts aplaudiments cantant Ifigenia in Tauride (1899-1900). Després de la seva brillant actuació en la capital francesa, fou aplaudida en diverses ciutats de províncies. El 1901 creà a París el paper de Jeauníne de l’Ouragan, i el 1903 el de Titania en l'obra del mateix nom. Les principals òperes en les que lluí les seves facultats artístiques foren, a més de les ja citades, Fidelio, Lohengrin, Erodiade, Eristrate, etc.